# Leichtathletik-Europameisterschaften 1966/110 m Hürden der Männer

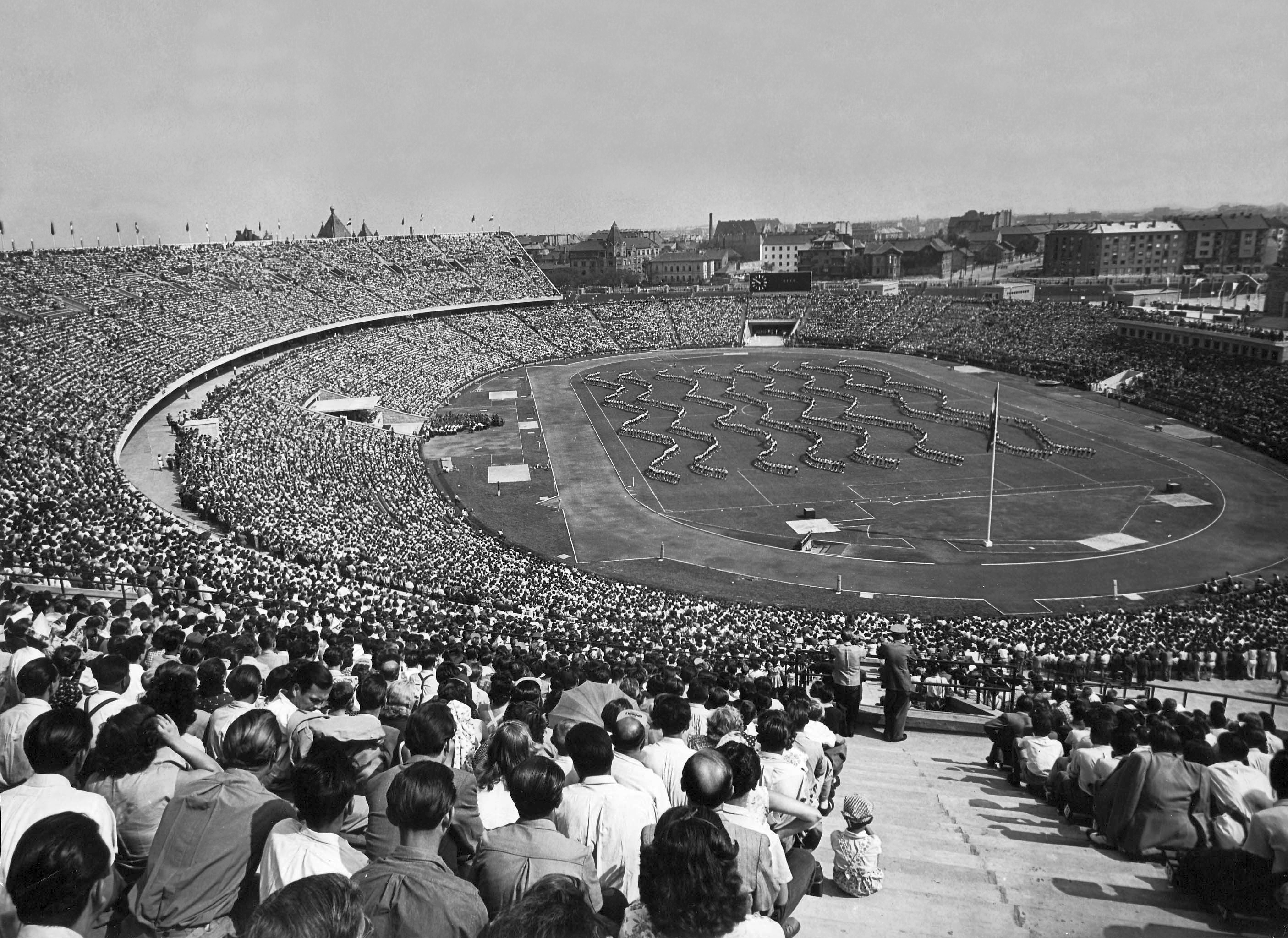
Das Népstadion bei einer Veranstaltung im Jahr 1953

Der 110-Meter-Hürdenlauf der Männer bei den Leichtathletik-Europameisterschaften 1966 wurde vom 2. bis 4. September 1966 im Budapester Népstadion ausgetragen.
Europameister wurde der Italiener Eddy Ottoz. Er gewann vor dem bundesdeutschen Hürdensprinter Hinrich John. Bronze ging an den Franzosen Marcel Duriez.

## Rekorde

### Bestehende Rekorde
| Weltrekord           | 13,2 s | Martin Lauer | Zürich, Schweiz        | 7. Juli 1959    |
| Weltrekord           | 13,2 s | Lee Calhoun  | Bern, Schweiz          | 21. August 1960 |
| Europarekord         | 13,2 s | Martin Lauer | Zürich, Schweiz        | 7. Juli 1959    |
| Meisterschaftsrekord | 13,7 s | Martin Lauer | EM Stockholm, Schweden | 24. August 1958 |

### Rekordeinstellungen
Der italienische Europameister Eddy Ottoz egalisierte den bestehenden EM-Rekord von 13,7 s bei diesen Europameisterschaften zweimal:
- Erstes Halbfinale am 3. September
- Finale am 4. September

Zum Welt- und Europarekord fehlten fünf Zehntelsekunden.

## Vorrunde
2. September 1966
Die Vorrunde wurde in vier Läufen durchgeführt. Die ersten vier Athleten pro Lauf – hellblau unterlegt – qualifizierten sich für das Halbfinale.

### Vorlauf 1
Wind: ±0,0 m/s
| Platz | Name               | Nation         | Zeit (s) |
| ----- | ------------------ | -------------- | -------- |
| 1     | Eddy Ottoz         | Italien        | 13,8     |
| 2     | David Hemery       | Großbritannien | 14,1     |
| 3     | Wiktor Balichin    | Sowjetunion    | 14,4     |
| 4     | Adam Kołodziejczyk | Polen          | 14,5     |
| 5     | Michel Chardel     | Frankreich     | 14,6     |
| 6     | Ilia Mazniku       | Albanien       | 15,7     |

### Vorlauf 2
Wind: ±0,0 m/s
| Platz | Name                     | Nation           | Zeit (s) |
| ----- | ------------------------ | ---------------- | -------- |
| 1     | Bo Forssander            | Schweden         | 14,0     |
| 2     | Wjatscheslaw Skomorochow | Sowjetunion      | 14,1     |
| 3     | Pierre Schoebel          | Frankreich       | 14,3     |
| 4     | Milan Čečman             | Tschechoslowakei | 14,4     |
| 5     | Mike Parker              | Großbritannien   | 14,6     |
| 6     | Athanasios Lazaridis     | Griechenland     | 14,7     |
| 7     | Çetin Şahiner            | Türkei           | 15,0     |

### Vorlauf 3
Wind: −0,1 m/s
| Platz | Name              | Nation         | Zeit (s) |
| ----- | ----------------- | -------------- | -------- |
| 1     | Hinrich John      | BR Deutschland | 14,0     |
| 2     | Sergio Liani      | Italien        | 14,5     |
| 3     | Laurie Taitt      | Großbritannien | 14,7     |
| 4     | Fiorenzo Marchesi | Schweiz        | 14,7     |
| 5     | Wilfried Geeroms  | Belgien        | 14,8     |

### Vorlauf 4
Wind: −0,1 m/s
| Platz | Name                | Nation         | Zeit (s) |
| ----- | ------------------- | -------------- | -------- |
| 1     | Marcel Duriez       | Frankreich     | 14,1     |
| 2     | Wadim Michailow     | Sowjetunion    | 14,2     |
| 3     | Giovanni Cornacchia | Italien        | 14,3     |
| 4     | Werner Trzmiel      | BR Deutschland | 14,3     |
| 5     | Klaus Schiess       | Schweiz        | 14,7     |
| 6     | Béla Mélykúti       | Ungarn         | 15,2     |

## Halbfinale
3. September 1966
In den beiden Halbfinalläufen qualifizierten sich die jeweils ersten vier Athleten – hellblau unterlegt – für das Finale.

### Lauf 1
Wind: −1,6 m/s
| Platz | Name              | Nation           | Zeit (s) |
| ----- | ----------------- | ---------------- | -------- |
| 1     | Eddy Ottoz        | Italien          | 13,7 CRe |
| 2     | Marcel Duriez     | Frankreich       | 14,0     |
| 3     | Wadim Michailow   | Sowjetunion      | 14,1     |
| 4     | Sergio Liani      | Italien          | 14,1     |
| 5     | David Hemery      | Großbritannien   | 14,2     |
| 6     | Milan Čečman      | Tschechoslowakei | 14,4     |
| 7     | Werner Trzmiel    | BR Deutschland   | 14,5     |
| 8     | Fiorenzo Marchesi | Schweiz          | 14,9     |

### Lauf 2
Wind: ±0,0 m/s
| Platz | Name                     | Nation         | Zeit (s) |
| ----- | ------------------------ | -------------- | -------- |
| 1     | Hinrich John             | BR Deutschland | 14,1     |
| 2     | Wjatscheslaw Skomorochow | Sowjetunion    | 14,1     |
| 3     | Giovanni Cornacchia      | Italien        | 14,1     |
| 4     | Bo Forssander            | Schweden       | 14,2     |
| 5     | Wiktor Balichin          | Sowjetunion    | 14,3     |
| 6     | Pierre Schoebel          | Frankreich     | 14,5     |
| 7     | Adam Kołodziejczyk       | Polen          | 14,5     |
| 8     | Laurie Taitt             | Großbritannien | 14,5     |

## Finale
4. September 1966
Wind: −0,2 m/s
| Platz | Name                     | Nation         | Zeit (s) |
| ----- | ------------------------ | -------------- | -------- |
| 1     | Eddy Ottoz               | Italien        | 13,7 CRe |
| 2     | Hinrich John             | BR Deutschland | 14,0     |
| 3     | Marcel Duriez            | Frankreich     | 14,0     |
| 4     | Wadim Michailow          | Sowjetunion    | 14,1     |
| 5     | Giovanni Cornacchia      | Italien        | 14,2     |
| 6     | Sergio Liani             | Italien        | 14,2     |
| 7     | Wjatscheslaw Skomorochow | Sowjetunion    | 14,2     |
| 8     | Bo Forssander            | Schweden       | 14,3     |

## Videolinks
- Men's 110 Metres Hurdles Final European Athletics Championships, youtube.com, abgerufen am 15. Juli 2022
- European Athletics Championships (1966), Bereich: 1:39 min bis 2:24 min, youtube.com, abgerufen am 15. Juli 2022